# Лобнорські уйгури
Матеріал з Wikimedia Commons

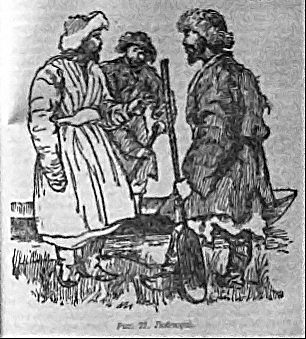
Лобнорці. Ілюстрація з книги О. Телеганя «Пржевальський». 1953

Лобно́рські уйгури, лобно́рці, ло́блики (уйг. лопнурлуқләр) — субетнічна група уйгурів, яка історично проживає у районі озера Лобнор у Синьцзян-Уйгурському автономному районі. Походження лобнорців й досі повністю не з'ясоване. Самі ж лобнорці вважають себе нащадками могулів, з такою версією погоджується ряд дослідників. Розмовляють лобнорським діалектом новоуйгурської мови. Антропологічно лобнорські уйгури належать до змішаного типу — південносибірського (туранського) типу. Дотепер зберігається поділ на роди — ялла (ялла, янлик, ян), джодак (джудак), калучу (калучі), каракошунлук (каракошуллук), кундуз (кумдус, кулдус). Займаються сільським господарством, рибальством, донедавна також полюванням.

## Історія
Приблизно XVIII ст. до н. е. — VIII ст. н. е. район озера Лобнор був осередком розквіту тохарської культури. Саме біля цього озера, уздовж його давньої берегової лінії, археологами було виявлено залишки покинутих міст та поселень, серед яких є відомий Лоулань. Найціннішими артефактами вказаної цивілізації є так звані таримські мумії європеоїдної раси. Лоулань, знаходячись в оазі поблизу озера Лобнор та річки Тарим, з часу відкриття Великого шовкового шляху став одним з важливих торгово-ремісничих центрів Таримської улоговини. З Дуньхуана до Хотана через Лоулань проходила південна гілка Великого шовкового шляху. Оаза була центром царства Крорайна (Шань Шань), за яку безперервно йшла боротьба між китайцями та степовиками. Після того як 77 року до н. е. лоуланьський володар був убитий китайським послом, місто стає залежним від імперії Хань. У ІІІ ст. н. е. у зв'язку з поширенням на оазу пустелі місто Лоулань занепадає та його покидають мешканці.
У середині І тис. н. е. район озера Лобнор перебував під контролем різних тюркських кочових держав. З VIII по XIV ст. вказаний регіон знаходився під владою держави турфанських ідикутів. У XIV—XVI сторіччях у Лобнорському районі розповсюджується караханідська (чагатайська) мова, а панівною релігією стає іслам. Також, у той час, в період XV—XVI ст.ст., на цій території з'являється група алтайських киргизів, яка розмовляла кипчацько-киргизькими діалектами, близькими до киргизької мови. Таким чином, внаслідок змішування місцевого населення, яке користувалося посткараханідською мовою, та прибулого киргизького населення в умовах панування Джунгарського ханства в XVII—XVIII у районі Лобнора складається уйгурська субетнічна група лобнорців з розмовним лобнорським діалектом.